# Strada Statale 249 Gardesana Orientale
Die italienische Staatsstraße SS 249 Gardesana Orientale ist als Teil der Gardesana eine 1926 fertiggestellte, verhältnismäßig breite und freie Uferstraße auf der Ostseite des Gardasees, die im Süden bei Peschiera den See verlässt und weiter bis nach Susano (Gemeinde Castel d’Ario) führt.
Seit 1998 ist die Autonome Provinz Trient, seit 2001 sind auch die Regionen Venetien und Lombardei für die Verwaltung der auf ihrem Gebiet liegenden Teilstücke der Staatsstraße zuständig. In Venetien wird die Straße nunmehr als SR 249 (strada regionale 249 Gardesana Orientale) bezeichnet, in der Lombardei als SP 249 (strada provinciale ex SS 249 Gardesana Orientale), während sie in der Provinz Trient als SS 249 Gardesana Orientale weitergeführt wird.
Die östliche Uferstraße beginnt im Norden in Arco und erreicht bei Torbole den See. Östlich davon liegt, getrennt durch den Monte Brione, das aufgrund der periodischen Winde, des Paesano (Bergwind) und der Ora (Südwind), zum Surferparadies avancierte  Torbole. Der Ort hat ein sehenswertes historisches Zentrum sowie eine der schönsten Uferpromenaden des Gardasees.
Auf dem ersten Stück wird die Straße geprägt von aus Gesteinsplatten gebildeten Hängen, dann vom einheitlich zum See hin abfallenden Massiv des Monte Baldo. An dessen Fuß breitet sich Malcesine aus, das noch heute mit Goethes italienischer Reise in Verbindung gebracht wird. Der elegante Ort ist bekannt für sein malerisches Stadtbild mit dem alten Hafen sowie für die Scaliger-Burg und den Palazzo dei Capitani.
Ab hier bieten sich prachtvolle Ausblicke hinüber zur Westseite mit den Steilabstürzen der Berggruppen des Tremalzo, Caplone und Pizzocolo. Noch umfassender zu den Alpen hin ist der Blick vom nördlichsten Gipfel des Monte Baldo, dem 2079 m hohen Monte Altissimo di Nago. Die höchste der Spitzen ist mit 2218 m die Cima Valdritta. Von Malcesine führt die Seilbahn Funivia Malcesine bis auf die Höhe von Tratto Spino. Wegen der extrem vielfältigen Pflanzenwelt hat diese Bergregion den Beinamen „Hortus Europae“ erhalten.
Ab dem am Anfang einer Landzunge liegenden Ort Torri del Benaco im Zentrum der „Riviera degli Olivi“ verbreitert sich der See nach Süden hin. Von hier aus nimmt man den See nach Norden als Gebirgssee und nach Süden als Gewässer der oberitalienischen Tiefebene wahr. Die Bedeutung Torri del Benacos reicht zurück bis in die Römerzeit. Das alte Castrum Turrium war eine Zeit lang Hauptort der Gardesana di terra e dell’acqua, der 18 Gemeinden des östlichen Gardasees. Die Römer bauten hier einst wehrhaft, und zur Zeit Berengars war ein Schloss errichtet worden. Heute steht noch das türmereiche Schloss des letzten Scaligers, Antonio della Scala, von 1383.
Weiter südlich erreicht die Gardesana schließlich den Hauptort Garda, der dem See den Namen gab sowie Bardolino, Heimat des gleichnamigen Rotweins. Der südöstliche Teil des Ufers, der von  der Punta San Vigilio über Lazise bis Sirmione weit ausschwingt, ist ganz besonders sonnenreich.

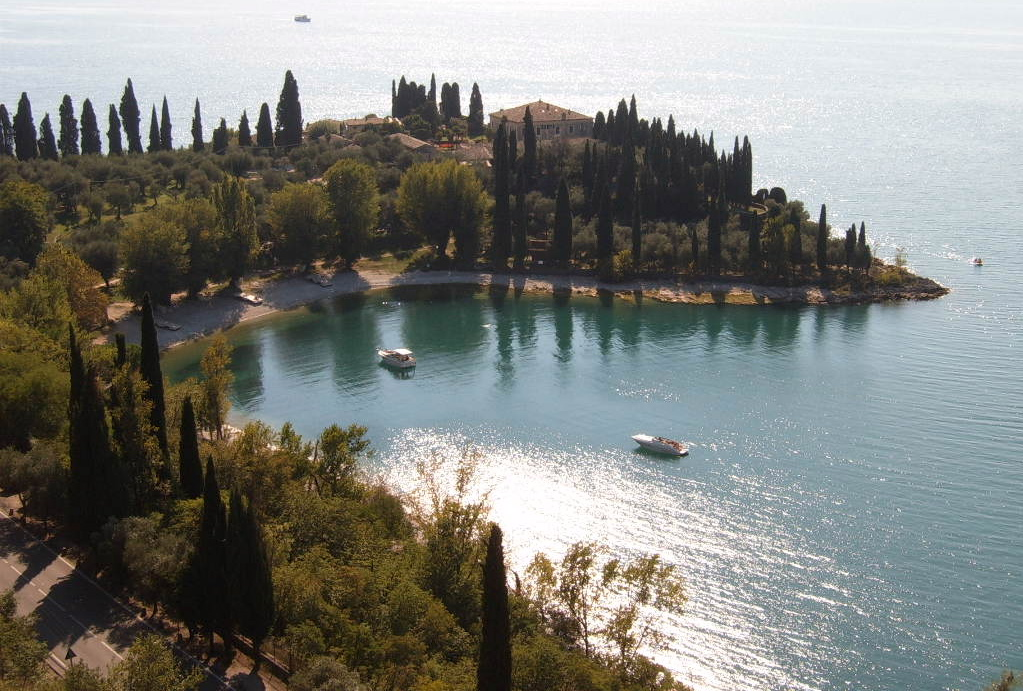
Baia delle Sirene an der Punta San Vigilio bei Garda

Die „Baia delle Sirene“ (Bucht der Sirenen) nördlich der Punta San Vigilio hat einen der schönsten Strände des Gardasees. An der Südspitze der Halbinsel ließ Agostino di Brenzone, ein Patrizier aus Verona, 1540 ein Fischergasthaus zu einem Gästehaus umbauen, einen Garten anlegen und eine Villa errichten. Es wird manchmal behauptet, dass der sich herrlich in die Uferlandschaft einfügende Komplex dem Maler Arnold Böcklin Vorbild für sein Ende des 19. Jahrhunderts entstandenes Gemälde Die Toteninsel war. Allerdings konnte bisher nicht nachgewiesen werden, dass Böcklin an diesem Ort jemals gewesen ist oder ihn aus Beschreibungen kannte.
Die Bucht von Garda mit Resten der an einstige geschichtliche Höhepunkte erinnernden „Rocca di Garda“ ist einer der beliebtesten Plätze. Von der Seepromenade Gardas geht der Blick über die weite Wasserfläche des südlichen Gardasees, in den man die Halbinsel Sirmione weit hineinragen sieht.